# Mongolisches Ringen

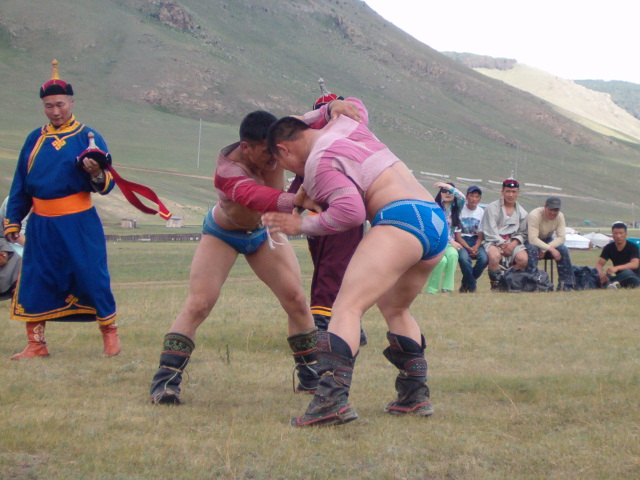
Ringkampf bei einem Naadam-Fest in der Nähe von Ulaanbaatar.

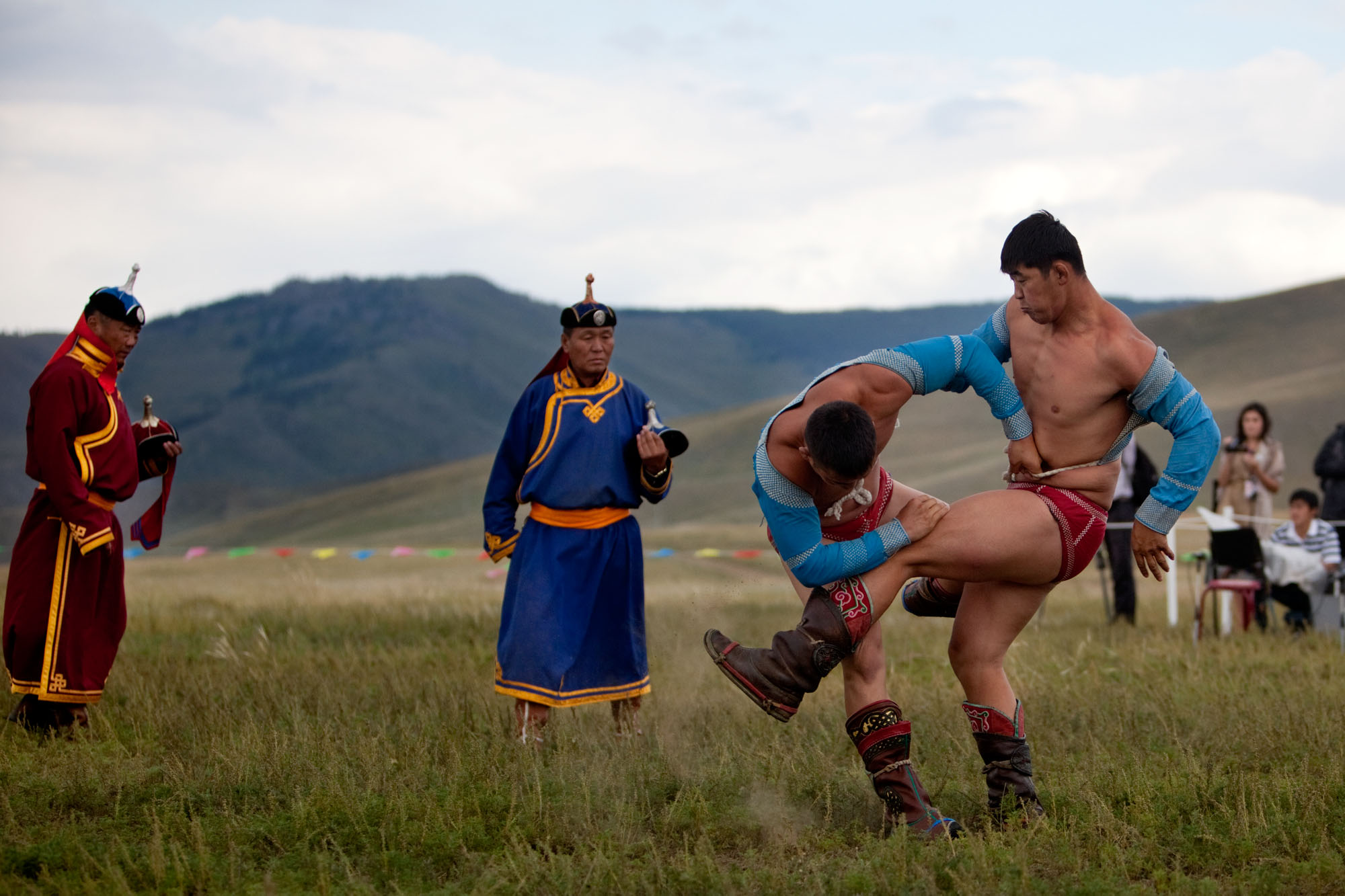
Mongolische Ringer

Mongolisches Ringen (mongolisch Бөх Böch) ist eine jahrhundertealte traditionelle Kampfsportart der Männer in der Mongolei (Äußere Mongolei) und im nördlichen China (Innere Mongolei). Sie zählt neben dem Pferdereiten und Bogenschießen zu den drei „männlichen Disziplinen“ der Mongolen.

## Regeln und Brauchtum
Ziel ist es, seinen Gegner dazu zu bringen, mit Rücken, Knien oder Ellenbogen den Boden zu berühren. In der Variante aus der Inneren Mongolei genügt das Berühren des Bodens mit einem beliebigen Körperteil außer den Fußsohlen. Gewichtsklassen sind unbekannt, gekämpft wird nach dem K.-o.-System.
Während sich die äußer- und innermongolische Version des Ringens in vielen Techniken gleichen und auch beide das Würgen und Schlagen des Gegners verbieten, gibt es im Detail weitere Abweichungen. Die Regeln der innermongolischen Spielart erlauben es beispielsweise nicht, die Beine des Gegners mit den Händen zu berühren.
Das wichtigste Turnier findet auf dem Fest zum Nationalfeiertag Naadam statt, das jedes Jahr im Juli gefeiert wird. Ulaanbaatar richtet das größte und bekannteste aus, aber auch andere Städte veranstalten eigene Feierlichkeiten. Nur auf diesen Festen können die Ringer um Ränge kämpfen, die aufsteigend wie folgt lauten: ranglos, „Vogel“ (oder „Adler“), „Elefant“ (oder „Kamel“), „Löwe“ (oder „Wolf“, „Drache“), „Titan“ (oder „Batjier“, „Ritter“).
Die Kämpfer tragen beim Kampf eine besondere Art von Jacke mit langen Ärmeln und offener Brust. Einer Geschichte zufolge war die Brust ursprünglich geschlossen. Nachdem aber angeblich eine verkleidete Frau alle männlichen Ringer besiegte, wurde die Tracht modifiziert, um solchen Ereignissen in Zukunft vorzubeugen. Getragen werden oft auch Gutul, die traditionellen mongolischen Stiefel.
Zum Kampf gehört auch ein kurzes Ritual, bei dem die Ringer die Arme wie Vogelschwingen ausstrecken. Der Verlierer muss am Ende des Kampfes zum Zeichen seiner Unterlegenheit unter den Armen des Siegers hindurchgehen.

## Ähnliche Sportarten
Vergleichbare Feierlichkeiten und Ringkämpfe gibt es überall in den ehemaligen Khanaten (Teilreichen) des früheren mongolischen Reiches, z. B. in Kasachstan (dort Kara kuresch genannt), in Kirgisistan, in der Türkei (dort Karakucak genannt) und bei den Steppenvölkern Süd-Sibiriens. Das mongolische Ringen hat auch das chinesische Shuai Jiao (Shuai Chiao) und das koreanische Ssireum beeinflusst.
Die Familie des in Japan als Sumōringer erfolgreichen Asashōryū Akinori hat viele bekannte Athleten dieser Sportart hervorgebracht. In den letzten Jahren hat sich eine ganze Reihe mongolischer Sportler in dieser Disziplin etabliert. Dieses Engagement hat sicher auch zum Hintergrund, dass im Gegensatz zu den hohen Gehältern und Prämien der japanischen Sumōringer in der Mongolei nur vergleichbar kleine Siegprämien oder Naturalien (Vieh) verdient werden können. Mongolische Ringer haben international auch im westlichen Ringen und Judo beachtliche Leistungen erzielen können.